# 226 aC
L'any 226 aC va ser un any del calendari romà prejulià. Durant la República i l'Imperi Romà, era conegut com a any del consolat de Messala i Ful·ló (o també any 528 ab urbe condita). L'ús del nom «226 aC» per referir-se a aquest any es remunta a l'alta edat mitjana, quan el sistema Anno Domini va ser el mètode de numeració dels anys més comú a Europa.

## Esdeveniments

### Antiga Grècia
- Àrat de Sició és nomenat estrateg de la Lliga Aquea i envia les seves forces contra Elis, que demana ajut a Esparta. Cleòmenes III, rei d'Esparta, lluita amb les forces d'Àrat al peu del Mont Liceu al territori de Megalòpolis, i el derrota, fent una gran mortaldat d'aqueus. Àrat fuig, però amb la resta de l'exèrcit ocupa Mantinea.[2]

### Antiga Roma
- Aquest any són elegits cònsols Marc Valeri Messala i Luci Apusti Ful·ló.[3]
- Els dos cònsols es dediquen a reclutar un poderós exèrcit per tot Itàlia per fer front a una esperada invasió dels gals.[4]
- Els llibres sibil·lins deien que el que els gals i els grecs havien de posseir la ciutat. Per consell dels pontífexs, Ful·ló fa enterrar vius a un home gal i una dona grega a la zona del mercat per trencar la profecia.[5][6]

### Península Ibèrica
- Hasdrúbal, en el context de la conquesta cartaginesa d'Hispània, pacta amb els romans el Tractat de l'Ebre, que fixa el límit de la futura expansió dels cartaginesos fins al sud aquest riu. El govern d'Hasdrúbal a Hispània és virtualment independent de Cartago, i el tractat el signa a títol personal i no en nom de l'Imperi Cartaginès.[7]